# Voltmetar
Voltmetar je mjerni instrument kojim se mjeri električni napon. Među analognim voltmetrima najčešće je to instrument s pomičnom električnom zavojnicom, koji, nakon ugradnje predotpornika, izravno mjeri istosmjerni električni napon, a temelji se na međudjelovanju struje koja teče njegovom pomičnom električnom zavojnicom i magnetskoga polja stalnoga magneta. Za mjerenje izmjeničnoga napona ugrađuje mu se ispravljač. Prikladnija je, iako po točnosti nešto skromnija, izvedba voltmetra s pomičnim mekim željezom, koja se osniva na zakretanju lagana željeznog listića pod djelovanjem magnetskoga polja proizvedenoga mjerenom strujom, a omogućuje izravno mjerenje efektivnih vrijednosti istosmjernih i izmjeničnih napona. Točnija se mjerenja postižu s pomoću digitalnoga voltmetra, no izvedbe za mjerenje takozvane prave efektivne vrijednosti prilično su skupe. Za posebne namjene izrađuju se i digitalni voltmetri s analognim pokazivanjem. Za mjerenje malih napona (čak i do nekoliko nanovolta) voltmetru se obično ugrađuju mjerna pojačala posebnih izvedbi, a za veće napone (i do nekoliko kilovolta) pridodaju mu se predotpori s mogućnošću izbora potrebnoga mjernog opsega.
Većina voltmetara u stvari mjeri električnu struju koja ovisi o mjerenom naponu i unutarnjem otporu instrumenta. Kako bi se smanjio utjecaj na mjereni krug nastoji se da taj otpor bude što veći i navodi se bilo kao stalna vrijednost, npr 1 MΩ, bilo kao vrijednost koja ovisi o mjernom području, na primjer 20 kΩ/V. Uobičajeni se tip voltmetra sastoji od osjetljivog galvanometra s pomičnim svitkom i serijski spojenog otpornika kojim se određuje mjerno područje, to jest napon koji je potreban za puni otklon kazaljke instrumenta. Zakretni se svitak galvanometra nalazi u magnetskom polju, pa je moment sile razmjeran jakosti struje koja protječe svitkom. Kako se svitak oslanja na spiralnu oprugu koja stvara suprotni moment razmjeran kutu zakretanja svitka, kut u kojem se uspostavi ravnoteža razmjeran je jakosti struje, a time i mjerenom naponu. Moderni digitalni voltmetri koriste analogno-digitalnu pretvorbu kako bi napon pretvorili u broj prikazan na instrumentu. Voltmetar se pri mjerenjima spaja paralelno na izvor, odnosno na otpornik.

## Ampermetar i voltmetar sa zakretnom zavojnicom
Ampermetar sa zakretnom zavojnicom radi na sličan način kao i galvanometar sa zakretnom zavojnicom, to jest na elektromagnetskom privlačenju, odnosno odbijanju. Takav mjerni instrument može biti izveden i s mekim željezom kod kojeg se iskorišćuje magnetsko djelovanje električne struje. Kad električnom zavojnicom teče struja, ona postaje magnetična i uvlači u sebe komad mekog željeza to jače što je struja jača. Pri tom se kazaljka pomiče preko skale. Kazaljku, odnosno meko željezo, drži u ravnoteži spiralna opruga koja je jednim krajem pričvršćena na osovinu instrumenta. Za prigušivanje titranja kazaljke služi stap koji se giba u cilindru. Pravac kretanja kazaljke je neovisan o smjeru električne struje, pa se takav instrument može upotrijebiti za istosmjernu i za izmjeničnu struju. 
Da bismo ampermetrom mjerili jakost struje, moramo ga serijski uključiti u strujni krug. Zbog toga ampermetar mora imati vrlo malen električni otpor, jer bi inače mjerio slabiju struju nego što je ona u stvari. Ampermetrom se mogu mjeriti samo one struje i u onim granicama kako je označeno na njegovoj skali. Uključimo li ga u jaču struju negoli je to dopušteno, ampermetar će se oštetiti, odnosno pregorjeti zbog prevelikog zagrijavanja. Međutim, na osnovi prvog Kirchhoffova zakona, ampermetrom možemo mjeriti jaču struju ako uz njega paralelno priključimo jedan otpor Rs koji se zove shunt. Pri tom će jedan dio struje Is prolaziti kroz shunt, a drugi Ia kroz ampermetar. Kako je poznata najveća dopuštena jakost struje Ia koja smije prolaziti kroz ampermetar i shunt, možemo lako izračunati ukupnu jakost električne struje. Isto tako možemo izračunati otpor shunta ako je poznata ukupna jakost struje. Budući da se jakosti struje u pojedinim granama odnose obrnuto proporcionalno s otporima tih grana, to je:
{\displaystyle R_{s}={R_{a}\cdot I_{a} \over I_{s}}}
Iz ukupne jakosti struje:
{\displaystyle I=I_{a}+I_{s}}
izlazi:
{\displaystyle I_{s}=I-I_{a}}
pa je električni otpor shunta:
{\displaystyle R_{s}={R_{a}\cdot I_{a} \over I-I_{a}}}
Ugradimo li u ampermetar veliki električni otpor, možemo ga umjeriti (baždariti) u voltima, jer umnožak struje i otpora daje električni napon. Tako dobijemo voltmetar. Voltmetar moramo uvijek spojiti s točkama između kojih želimo mjeriti električni napon, dakle paralelno s trošilom. Iz navedenog razloga, voltmetar mora imati što veći električni otpor, i to do 30 000 Ω (oma), tako da kroz njega teče što slabija struja. 
Kao što ampermetar, tako i voltmetar ima dopušteno područje u kojem se napon smije mjeriti. Međutim, mi to područje možemo proširiti ako ukopčamo jedan predotpor u seriju s voltmetrom. Ako je Rg otpor voltmetra, Ug najviši napon koji se smije mjeriti, Ig električna struja potrebna za puni otklon instrumenta, a x iznos predotpora, tada je napon:
{\displaystyle U_{g}=I_{g}\cdot (R_{g}+x)}
a odatle je:
{\displaystyle x={U_{g}-I_{g}\cdot R_{g} \over I_{g}}}